# Tenu Dam-cum- Kathhara
Tenu Dam-cum- Kathhara là một thị trấn thống kê (census town) của quận Bokaro thuộc bang Jharkhand, Ấn Độ.

## Nhân khẩu
Theo điều tra dân số năm 2001 của Ấn Độ, Tenu Dam-cum- Kathhara có dân số 20.443 người. Phái nam chiếm 53% tổng số dân và phái nữ chiếm 47%. Tenu Dam-cum- Kathhara có tỷ lệ 56% biết đọc biết viết, thấp hơn tỷ lệ trung bình toàn quốc là 59,5%: tỷ lệ cho phái nam là 68%, và tỷ lệ cho phái nữ là 43%. Tại Tenu Dam-cum- Kathhara, 19% dân số nhỏ hơn 6 tuổi.